# Jan Koczurow
Jan Koczurow (ur. 1 lipca?/13 lipca 1871 w Bigildinie, zm. 1917 w Carskim Siole) – kapłan i męczennik prawosławny.

## Życiorys
Urodził się w rodzinie wiejskiego proboszcza prawosławnego. Ukończył Petersburską Akademię Duchowną, gdzie poznał Mikołaja (Ziorowa), ówczesnego biskupa Aleutów i Ameryki. Pod jego wpływem zgłosił się jako ochotnik do wyjazdu na misję do Ameryki, pragnąc przyjąć święcenia kapłańskie i tam zacząć pracę duszpasterską. Został proboszczem parafii misyjnej w Chicago oraz w Streator, gdzie pracował wśród słowackich emigrantów-grekokatolików. Przed wyjazdem do USA ożenił się z Aleksandrą Wasiliewną Czernyszewą, córką kapłana prawosławnego z Petersburga.
W Chicago przyczynił się do wzniesienia cerkwi, późniejszego soboru w Chicago. Oprócz powierzonych mu parafii wyjeżdżał również do Hartshorne, Slovaktown, Madison, Buffalo i Joliet w celu prowadzenia tam działalności misyjnej. W szczególności zajmował się nawracaniem grekokatolików na prawosławie oraz pracą z młodzieżą. W czasie pobytu w USA urodziło mu się trzech synów. W 1903 za swoją dotychczasową pracę otrzymał od cara Mikołaja II Order Świętej Anny. Cztery lata później biskup amerykański i aleucki Tichon (Bieławin) nadał mu godność protoprezbitera.
W 1907 wrócił do Rosji i rozpoczął pracę duszpasterską w parafii w Narwie. Po dziewięciu latach został przeniesiony do parafii św. Katarzyny w Carskim Siole. Tam też został w 1917 zamordowany przez grupę marynarzy-zwolenników bolszewików. Istnieją różne wersje dotyczące daty tego wydarzenia: 13 października, 1 listopada, 30 listopada, 8 grudnia 1917. Według najobszerniejszej relacji dotyczącej okoliczności śmierci kapłana został on zastrzelony, a jego ciało włóczono po mieście. Był prawdopodobnie pierwszym duchownym prawosławnym zamordowanym w 1917 przez zwolenników rewolucji w Rosji.
Kanonizowany w 1994 przez Rosyjski Kościół Prawosławny jako jeden z Soboru Świętych Nowomęczenników i Wyznawców Rosyjskich.